# Całe życie z modelkami
Całe życie z modelkami (ang. I Live with Models, od 2015) – brytyjski serial komediowy stworzony przez Jona Fostera i Jamesa Lamonta. Wyprodukowany przez wytwórnię Roughcut Television.
Premiera serialu odbyła się w Wielkiej Brytanii 23 lutego 2015 na brytyjskim Comedy Central. W Polsce serial zadebiutował 2 sierpnia 2015 na antenie Comedy Central Polska.

## Opis fabuły
Serial opisuje perypetie baristy Tommy'ego Bishopa (David Hoffman), który trafia do eleganckiego i bezwzględnego świata modelingu dzięki pięknym dłoniom. Mężczyzna zostaje modelem dłoni, a jego nowa kariera otwiera przed nim wiele drzwi, między innymi do pięknego apartamentu przy plaży w Miami. Utrudnieniem jego codziennego życia zajmują się nowi współlokatorzy – umięśniony model katalogowy Enrique (Eric Aragon) sławna blond piękność Scarlett (Brianne Howey) oraz diva wybiegu, Anna (Rebecca Reid). 

## Obsada

### Główni
- David Hoffman jako Tommy Bishop
- Brianne Howey jako Scarlet
- Rebecca Reid jako Anna
- Eric Aragon jako Enrique
- Joseph May jako Luke

### Pozostali
- Alex Beckett jako Seth, przyjaciel Tommy'ego
- Dave Fulton jako Vinny
- Don McGilvray jako Gummy Joe
- Theo Cross jako Gabe (odc. pilotowy)

## Spis odcinków
| Światowa premiera | Polska premiera | N/o | Angielski tytuł |
| ----------------- | --------------- | --- | --------------- |
|                   |                 |     |                 |
| SERIA PIERWSZA    |                 |     |                 |
|                   |                 |     |                 |
| 02.08.2015        |                 | 01  | Pilot           |
|                   |                 |     |                 |
| 02.03.2015        | 02.08.2015      | 02  | Trip            |
|                   |                 |     |                 |
| 09.03.2015        | 09.08.2015      | 03  | Pool Buddies    |
|                   |                 |     |                 |
| 16.03.2015        | 16.08.2015      | 04  | The Handbag     |
|                   |                 |     |                 |
| 23.03.2015        | 02.08.2015      | 05  | The Suit        |
|                   |                 |     |                 |
| 30.03.2015        | 23.08.2015      | 06  | Editor          |
|                   |                 |     |                 |
| 06.04.2015        | 30.08.2015      | 07  | Anna the Agent  |
|                   |                 |     |                 |
| 13.04.2015        | 06.09.2015      | 08  | Hurricane Party |
|                   |                 |     |                 |